# Roy Wilkins
Roy Ottoway Wilkins (Saint Louis, 30 agosto 1901 – New York, 8 settembre 1981) è stato un attivista statunitense per i diritti civili degli afroamericani.

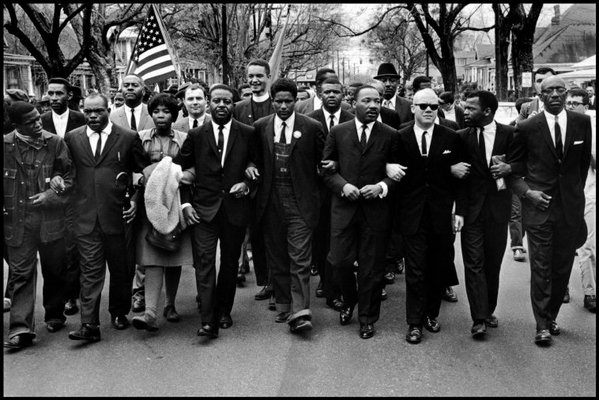
M. L. King e altri attivisti durante la marcia Selma-Montgomery (1965)

Viene ricordato in particolare per il suo ruolo di segretario (1955-1963) e poi di direttore esecutivo (1964-1977) della National Association for the Advancement of Colored People - NAACP (Associazione nazionale per la promozione delle persone di colore). Fu uno dei sei leader, tra i quali Martin Luther King, che parteciparono alla Marcia su Washington per il lavoro e la libertà (28 agosto 1963); questi furono denominati Big Six da Malcolm X durante un intervento, tenuto a Detroit il 10 novembre 1963, molto critico rispetto alle loro posizioni nonviolente.

## Le origini e l'inizio dell'impegno per i diritti civili
Roy Wilkins, nato a St. Louis nel Missouri, rimase orfano di entrambi i genitori molto piccolo e visse la sua infanzia presso degli zii a Saint Paul, nel Minnesota. Qui frequentò il liceo e l'università, dove si laureò in Sociologia nel 1923. Nel 1929 sposò l'assistente sociale Aminda "Minnie" Badeau (1905–1994). Fin da giovane fu sensibile ai problemi generati dal razzismo diffuso e violento e dalla discriminazione subita dalla popolazione nera e iniziò a collaborare come giornalista a varie testate afroamericane, fra cui The Call. Nel 1931 si trasferì a New York, dove cominciò ad impegnarsi attivamente nella NAACP, diventando anche direttore della rivista ufficiale dell'Associazione, The Crisis, nel 1934. Negli anni successivi è significativa la sua attività contro la discriminazione delle persone di colore all'interno dell'esercito americano, specialmente con l'inizio della Seconda Guerra Mondiale.

## La lotta per i diritti civili negli anni '60 e '70
Dal dopoguerra fino al suo ritiro dalla NAACP, Wilkins è stato uno dei protagonisti delle lotte per i diritti delle persone di colore negli USA, sia nell'ambito dell'impegno sindacale che attraverso l'attività legislativa, svolta in collaborazione con leader di altre organizzazioni. Negli anni Sessanta partecipò alle principali marce nonviolente contro il razzismo e per i diritti civili e politici, fra cui quella di Washington (1963) e quelle da Selma a Montgomery in Alabama (1965). Wilkins si distinse sempre per le sue posizioni riformiste e moderate, contrarie agli orientamenti politici e culturali del Black Power, e fu fautore dei principi di integrazione razziale collaborando con le istituzioni, con il Congresso e con i Presidenti che governarono gli Stati Uniti in quegli anni.